# Raed Arafat
Raed Arafat (en arabe : رائد عرفات) est un médecin roumain de soins intensifs d'origine palestinienne, spécialisé en anesthésiologie né en Syrie le 24 mai 1964.
Il a fondé le SMURD avec l'aide des pompiers roumains représentés par le lieutenant-colonel Mircea Pintilie. Il a également été coordinateur des services d'urgence du Județ de Mureș jusqu'en 2007, date à laquelle il a été invité à occuper le poste de sous-secrétaire d'État au ministère de la Santé pour s'occuper du développement des soins médicaux d'urgence en Roumanie.
Il a également été, pendant une courte période, ministre de la Santé (du 7 novembre au 21 décembre 2012), et a exercé pendant de nombreuses années le poste de sous-secrétaire d'État à la Santé au sein du gouvernement roumain. Il a accepté le poste de ministre de la Santé à titre temporaire, après quoi il a été nommé secrétaire d'État au ministère de la Santé.
En 2014, il a accepté le poste de secrétaire d'État au ministère de l'Intérieur pour diriger le nouveau département des situations d'urgence sous lequel sont coordonnés tous les services d'urgence, notamment les services d'incendie et de sauvetage, la protection civile, les interventions médicales préhospitalières d'urgence, le sauvetage aérien et les services d'urgence. Il occupe toujours ce poste au ministère de l'Intérieur.

## Biographie

### Jeunesse
Arafat naît à Damas en Syrie d'un couple palestinien de Naplouse. Il travaille comme bénévole en médecine d'urgence dès l'âge de 14 ans,. En 1981, il émigre en Roumanie et s'installe d'abord à Piteşti, où il suit des cours de roumain.

### Éducation
Arafat s'inscrit à l'université de médecine et de pharmacie de Cluj-Napoca. Il rejoint ensuite l'université de médecine de Târgu Mureș, où il suit une spécialisation en anesthésiologie. Il suit un certain nombre de cours spécialisés à l'étranger, se formant auprès des pompiers de Paris, de la Garde nationale américaine et de l'ambulance aérienne norvégienne.

### Carrière
Après la Révolution de 1989, Raed Arafat envisage de partir pour la France, mais sa candidature est rejetée. Il se concentre donc sur la création d'un service d'urgence à Târgu Mureș (Roumanie), qu'il finance au début avec ses fonds personnels.
En 1991, il crée le SMURD, un service d'urgence mobile qui commence à collaborer avec les pompiers roumains et écossais,, travaillant pour eux en tant que volontaire jusqu'en 1998. Il obtient la citoyenneté roumaine en 1998,.

### Politique
Fin 2005, son projet visant à faire fonctionner le SMURD comme un service de secours supplémentaire au niveau du comté est adopté, mais suscite l'opposition du médecin et homme politique social-démocrate Sorin Oprescu, qui avait rédigé une proposition alternative. Il désigne Raed Arafat comme « l'Ayatollah de la médecine d'urgence roumaine » et attaque ses origines, ce qui attire l'attention du Conseil national de lutte contre la discrimination. Instructeur de premiers secours, il coordonne des conférences internationales sur le sujet dans plusieurs pays (dont l'Autriche, le Danemark, la Grèce, les Pays-Bas, la Nouvelle-Zélande, l'Irlande, le Royaume-Uni et les États-Unis). En 2003, il est fait Chevalier de l'Ordre national du Mérite de Roumanie.
À partir d'août 2009, il occupe le poste de sous-secrétaire d'État à la Santé. Il démissionne de ce poste le 10 janvier 2012, après avoir exprimé des critiques sur la réforme du système de santé. Après une série de manifestations dans plusieurs villes, le gouvernement annonce des modifications au plan de réforme et Raed Arafat reprend son poste de sous-secrétaire d'État. Fin 2012, il est ministre roumain de la Santé, puis revient à ses fonctions de sous-secrétaire au sein de ce même ministère.